# Institut Internacional de la Llengua Portuguesa
L'Instituto Internacional da Língua Portuguesa (Institut Internacional de la Llengua Portuguesa, en català) és una institució de la Comunitat de Països de Llengua Portuguesa amb seu a la capital de Cap Verd, la ciutat de Praia. Segons els seus estatuts, l'objectiu d'aquesta institució és "a promoção, a defesa, o enriquecimento e a difusão da língua portuguesa como veículo de cultura, educação, informação e acesso ao conhecimento científico, tecnológico e de utilização oficial em fóruns internacionais" (la promoció, la defensa, l'enriquiment i la difusió de la llengua portuguesa com a vehicle de cultura, educació, informació i accés als coneixements científics, tecnològics i d'utilització oficial en fòrums internacionals").
La seva creació va ser gràcies a una proposta de l'any 1989 de qui fora president de Brasil, José Sarney en aquesta època, durant la realització d'una cimera de la CPLP a la ciutat de São Luís. Deu anys després, l'organització va ser finalment creada durant una altra cimera, a la ciutat de São Tomé i Príncipe.